# Заповедник искусств на Петровском бульваре
Заповедник искусств на Петровском бульваре («У Петлюры») — сквот в Москве, один из центров «богемной тусовки» 1990-х, организованный Александром Петлюрой (московским художником-акционистом, авангардным модельером) в 1990 году. Существовал до 1995 года. В пространстве действовали склад-музей, мастерская, галерея, пространство для художественных акций и перформансов, концертов, и центр альтернативной культуры. В сквоте проводились кинопросмотры, показы мод, перформансы, выступления современного балета и дискотеки. В 1990 году там проживало около 20 человек.
Петлюра организовал сквот в пустующем доме по адресу Петровский бульвар, дом № 12, где встретил Пани Броню, одну из немногих жителей этого дома (в доме также жили потомки французских предпринимателей Оливье, которым до революции и принадлежали эти здания, слесарь Абрамыч (муж Пани Брони), и наркоманы на втором этаже).
Петлюра повесил на дверях свой замок и табличку «Здесь живёт Мосфильм и злая собака»; таким образом давая понять, помещение занято для съемок, что служило универсальной «отмазкой» от правоохранительных органов и любопытствующих.
Чтобы закрепить за собой место, художники обозначили себя коммуной, и поддерживали чистоту. Это помогло сдружиться с местными депутатами.
В деятельности «заповедника» принимали активное участие Герман Виноградов, Екатерина Рыжикова, Алексей Тегин, Александр Осадчий, Сергей Жигло, Андрей Бартенев, дуэт «ЛаРе», Ольга Солдатова, Император ВАВА, Маша Цигаль, Аристарх Чернышев, Ростислав Егоров, Иван Максимов, Вячеслав Пономарев, братья Алейниковы, Дельфин, Мария Шилова, Гарри Асса, Владик Мамышев-Монро и многие другие.